# 바이오 센티넬
바이오 센티넬(BioSentinel)은 EM-1의 일환으로 다른 13개의 소형 위성과 함께 발사되는 저비용 큐브 위성이다. 목적은 태양을 공전하면서 효모를 사용하여 DNA 수선을 연구하고 우주 마이크로파 배경 생명 탄생에 어떤 영향을 주는지 알아보는 것이 주 목표이다. 장기적인 목표로는 인간이 우주 방사선에 어떤 영향을 받는지 알아보는 것이다. 발사는 2013년과 2020년 중 2020년 12월에 발사하기로 하였다.

## 역사

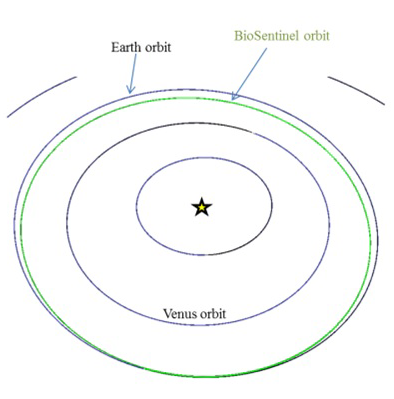
바이오 센티넬의 궤도

2020년 처음 발사되는 SLS의 첫 번째 미션 EM-1의 일환으로 발사되는 탐사선 중 하나로 선출되었다. 이후 효묘를 우주 방사선에 노출시키며 실시간으로 효모 상태를 확인하는 방법을 사용해 우주방사선이 생물에 미치는 영향을 탐사할 방법을 정했고 현재 개발 중에 있다. 이는 지구 밖에 지구 생명체를 실험, 보유하는 것은 아폴로 17호 이후 처음이다.

## 효모
실험 대상에는 Saccharomyces cerevisiae라는 효모의 DNA 수선을 감지한다. 이는 효모의 DNA의 매커니즘이 잘 연구되어 있고, 인간의 세포와 유사하기 때문이다.

## 궤도
지구 저궤도를 돌면서 태양을 공전하는 식의 궤도이다.

## 지원, 개발, 투자
- NASA
- ARC
- JSC
- MSFC
- JPL
- 로마 린다 대학교 의료 센터
- 서스캐처원 대학교

## 같이 발사되는 인공위성들
- NEA 스카우트
- 루나 플래쉬라이트
- 스카이 파이어
- 루나 아이스큐브
- CuSP
- 루나H-맵
- EQUULEUS
- 오모테나시
- 아르고 문
- 시스 루나 익스플로어
- CU-E3
- 팀 마일스

## 같이 보기
- NEA 스카우트
- 스카이파이어 (우주선)
- 오모테나시
- 루나 플래쉬라이트